# Alaunus
Alaunus nebo Alaunius je keltský bůh uzdravení a proroctví. Jeho jméno je známo z nápisů, nalezených v Lurs v jižní Francii a z Mannheimu v západním Německu. V posledně uvedeném nápisu v Německu, u Alaunuse je používán přídomek Merkur. Podle tohoto boha jsou nazvána různá místa a řeky. Jeho ženská forma Alauna se objevuje ve jménech římské éry ve Valognes v Normandii, v Maryportu a Watercrooku v Cumbrii, v Alcesteru ve Warwickshiru či v Learchildu v Northumberlandu.
Etymologie jména je nejistá. Uvádí se, že by mohlo mít kořen alo-, což znamená krmě či pěstování. W. F. H. Nicolaisen zas uvádí, že má kořen slova el- nebo ol-, znamenající tok nebo proud.